# 長柄ダム (千葉県)
長柄ダム（ながらダム）は、千葉県長生郡長柄町山之郷に建設されたダムである。

## 概要
利根川の水を房総半島へ導水する房総導水路の調整池として、東金市にある東金ダムと共に建設され、栗山川（両総用水）から取水され東金ダムから送られてくる利根川の水を、周辺の長生郡市のみならず、松戸市などの江戸川東岸や千葉市などの東京湾岸に上水道と工業用水を供給し、さらに南房総導水路を系由し南房総に送水することを目的としている。
独立行政法人水資源機構が管理する、高さ52.0メートルのアースダムであり、アースダムとしては高さが日本で第4位、関東地方では最も高く同型式としては日本屈指の規模を有するダムである。ダム、ダムによって形成されたダム湖とも長柄町に所在するが、ダム湖の一部に現在は市原市である旧市津町と接する所があり市津湖と命名された。
なお、同じ名称のダムが香川県綾歌郡綾川町の綾川にも存在する。

## 沿革
- 1970年（昭和45年）水資源開発基本計画変更（房総導水路掲上）
- 1971年（昭和46年）横芝 - 長柄ダム間着工
- 1973年（昭和48年）長柄ダム着工
- 1980年（昭和55年）横芝 - 長柄ダム間完成、暫定通水（長生郡市への上水給水）開始
- 1986年（昭和61年）暫定通水（千葉臨海工業地帯への工水給水）開始
- 1991年（平成3年）長柄ダム - 大多喜間（南房総導水路）着工
- 1994年（平成6年）長柄ダム完成
- 1996年（平成8年）暫定通水（南房総への上水給水）開始
- 1997年（平成9年）長柄ダム - 大多喜間（南房総導水路）完成